# Hinojosa de Jarque
Hinojosa de Jarque ist eine spanische Gemeinde in der Provinz Teruel, die zur Autonomen Region Aragonien gehört. Sie ist Teil der Comarca (Kreis) Cuencas Mineras. Hinojosa de Jarque hatte 2024 99 Einwohner. Neben den Hauptort Hinjosa de Jarque gehört die Ortschaft Cobatillas zur Gemeinde.

## Lage
Hinojosa de Jarque liegt circa 55 Kilometer nordnordöstlich der Provinzhauptstadt Teruel in einer Höhe von ca. 1225 m. 

## Bevölkerungsentwicklung
| Jahr      | 1970 | 1981 | 1991 | 2001 | 2011 | 2021 |
| Einwohner | 270  | 308  | 221  | 170  | 153  | 110  |

## Sehenswürdigkeiten
- Michaeliskirche (Iglesia de San Miguel Arcángel)
- Marienkapelle

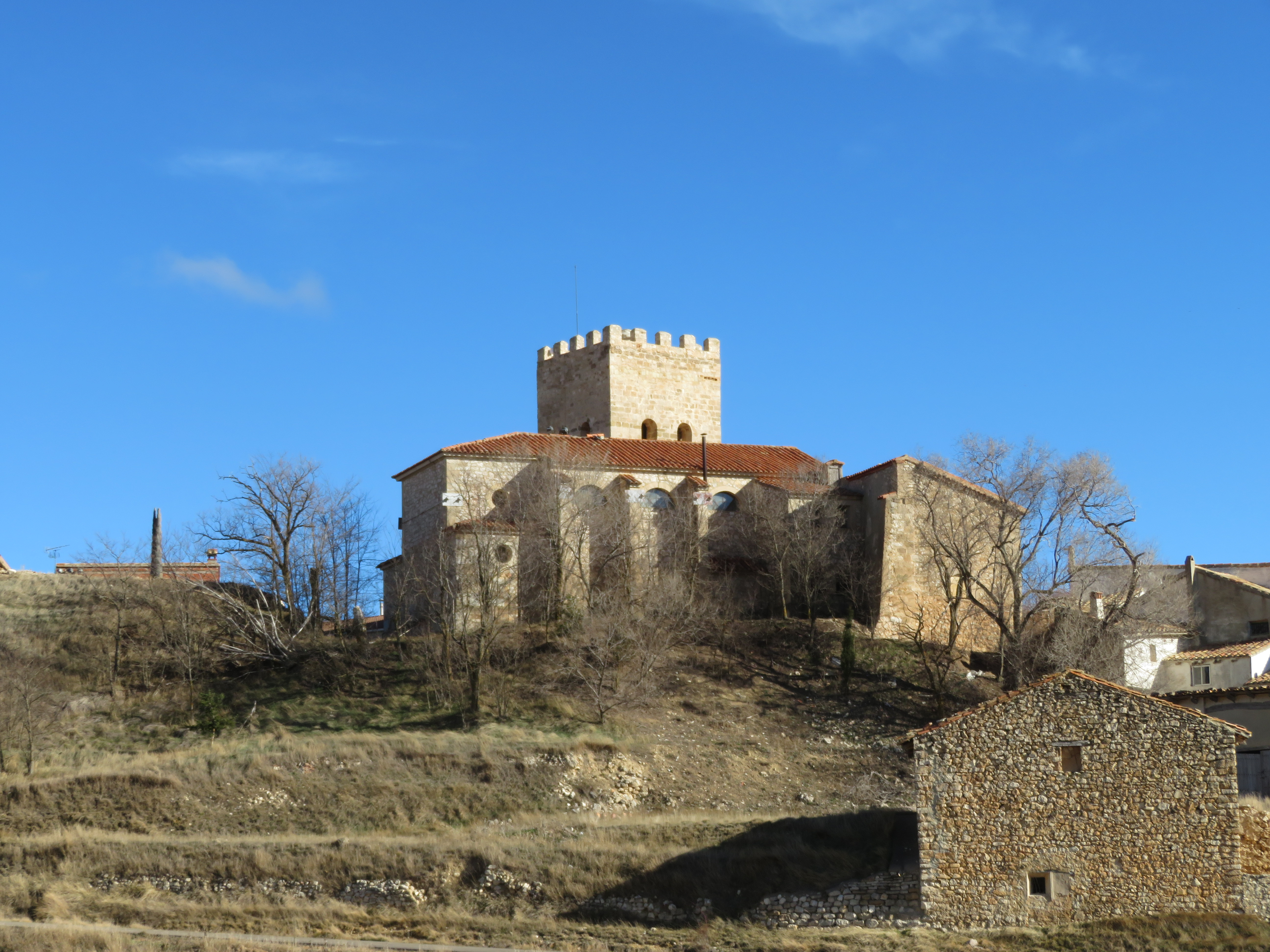
Michaeliskirche
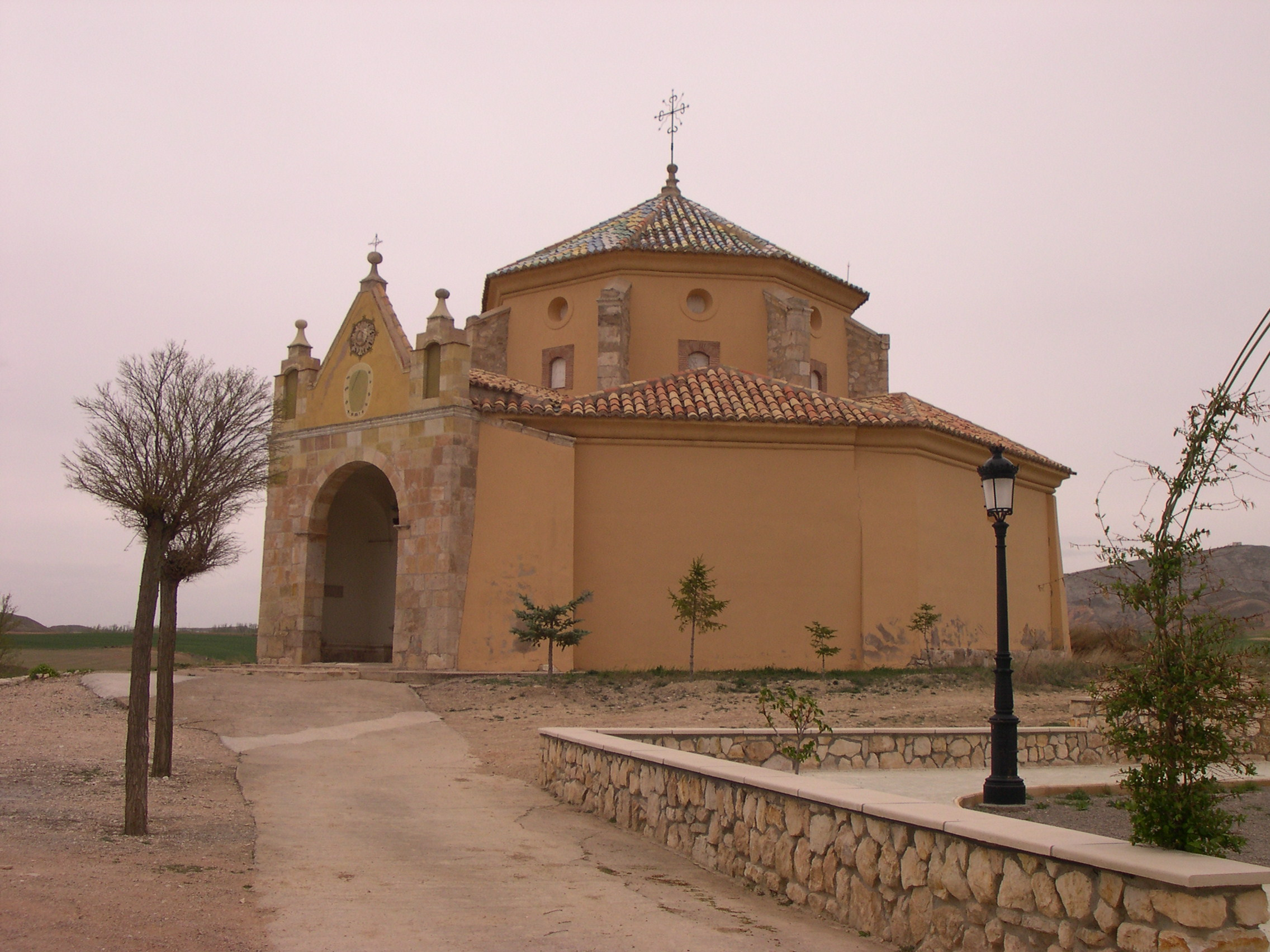
Marienkapelle
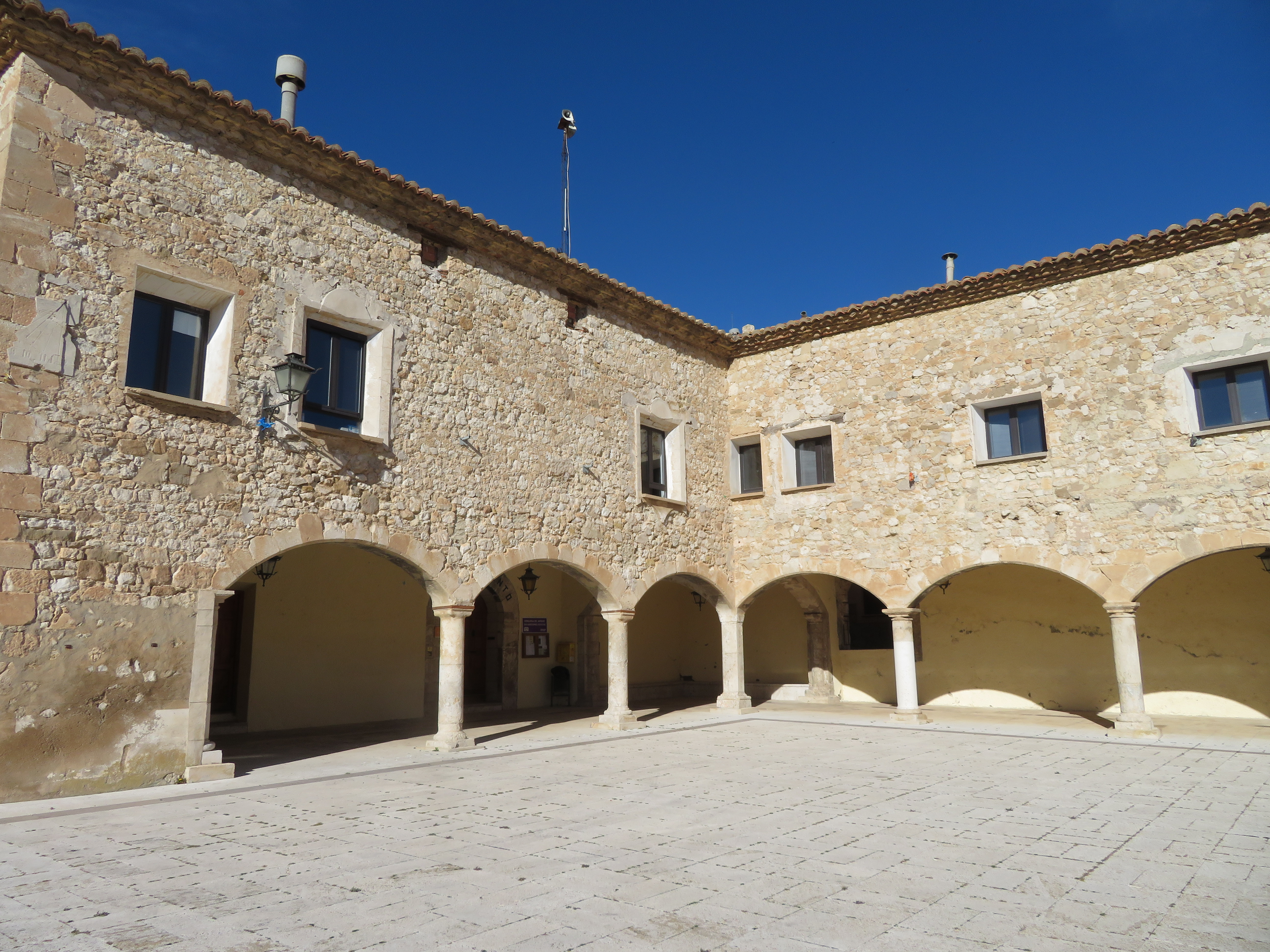
Rathaus